# Psyrassa ebenina
Psyrassa ebenina là một loài bọ cánh cứng trong họ Cerambycidae.